# Первое правительство Даладье
Первое правительство Даладье́ — кабинет министров, правивший Францией с 31 января по 24 октября 1933 года, в период Третьей французской республики, в следующем составе:
- Эдуар Даладье — председатель Совета министров и военный министр;
- Эжен Пенансье — вице-председатель Совета министров и министр юстиции;
- Жозеф Поль-Бонкур — министр иностранных дел;
- Камиль Шотан — министр внутренних дел;
- Жорж Бонне — министр финансов;
- Люсьен Лямурё — министр бюджета;
- Франсуа Альбер — министр труда и социального обеспечения;
- Жорж Лейг — министр флота;
- Эжен Фрот — министр торгового флота;
- Пьер Кот — министр авиации;
- Анатоль де Монзи — министр национального образования;
- Эдмон Мьелле — министр пенсий;
- Анри Кей — министр сельского хозяйства;
- Альбер Сарро — министр колоний;
- Жозеф Паганон — министр общественных работ;
- Шарль Даниэлу — министр здравоохранения;
- Лоран Эйнак — министр почты, телеграфов и телефонов:
- Луи Серр — министр торговли и промышленности;

Изменения
- 6 сентября 1933 — Альбер Сарро наследует Лейгу (2 сентября) как министр флота. Альбер Далимье наследует Сарро как министр колоний.